# Świerki (szczyt)
Świerki (niem. Stumpen) (561 m n.p.m.), szczyt we wschodniej części Północnego Grzbietu Gór Kaczawskich, w Sudetach Zachodnich, stanowiący wschodnie zakończenie masywu Okola.
Zbudowany ze staropaleozoicznych skał metamorficznych - zieleńców i łupków zieleńcowych oraz keratofirów (skał metamorficznych pochodzenia wulkanicznego), należących do metamorfiku kaczawskiego. Na szczycie skałka zieleńcowa „Leśna Ambona”.
Porośnięty lasem świerkowym.